# 斯洛卡倫山
71°42′S 1°32′W / 71.700°S 1.533°W
斯洛卡倫山是南極洲的山峰，位於毛德皇后地的瑪塔公主海岸，屬於阿爾曼嶺的一部分，處於斯洛謝林加山東南面6公里，挪威製圖師根據探險隊的測量和空中照片繪入地圖。